# Arterie renali
Le arterie renali sono le arterie che irrorano i reni; normalmente originano dai margini laterali dell'aorta addominale in corrispondenza del disco intervertebrale tra L1 e L2, immediatamente sotto l'arteria mesenterica superiore. Ciascuna è in rapporto con i pilastri del diaframma e con i nervi originati dal tronco lombare del simpatico e dal plesso celiaco.
Tali arterie trasportano ai reni una grande quantità di sangue, che può ammontare a circa un terzo della gittata cardiaca totale.
Il numero delle arterie renali può variare da individuo a individuo, al punto che taluni possono avere due o più arterie per ogni rene. Ciascuna arteria renale è sita posteriormente alla corrispondente vena renale.
Hanno un raggio di circa 0,25 cm, 0,26 cm in corrispondenza dell'origine dall'aorta. Il diametro medio misurato può differire a seconda delle tecniche di imaging utilizzate. Ad esempio, il diametro rilevato mediante ultrasuoni si aggira sui 5,04 ± 0,74 mm; 5,68 ± 1,19 mm è invece il diametro rilevato tramite l'angiografia.

## Tragitto

### Porzione extrarenale
A causa della posizione reciproca nella cavità addominale di aorta, vena cava inferiore e reni, l'arteria renale destra è normalmente più lunga della sinistra.
L'arteria renale destra origina dal margine laterale destro dell'aorta, con la quale forma un angolo appena superiore a 60°; passa dietro la vena cava inferiore, la vena renale destra, la testa del pancreas e la porzione discendente del duodeno, descrivendo una traiettoria curva a concavità posteriore addossata al muscolo grande psoas. La lunghezza complessiva dell'arteria è di circa 7 cm.
L'arteria renale sinistra origina dal margine laterale sinistro dell'aorta, con cui forma un angolo quasi retto, in posizione leggermente più craniale della destra; corre dietro la vena renale sinistra, il corpo del pancreas e la vena splenica, e incrocia la vena mesenterica inferiore. È lievemente più breve dell'arteria renale destra, con una lunghezza complessiva di circa 5 cm.

### Porzione renale
Prima di raggiungere l'ilo del rene, ciascuna arteria si divide in quattro o cinque rami; la maggior parte di essi (rami anteriori) giace tra la vena renale e l'uretere, con la vena sita anteriormente, l'utetere posteriormente; uno o più rami (rami posteriori) passano invece dietro l'uretere.
Le arterie renali si dividono nei rispettivi rami terminali poco prima di penetrare nell'ilo nel bordo superiore della pelvi renale. Ciascun vaso dà origine a piccoli rami superiori diretti alla ghiandola surrenale, all'uretere e ai muscoli circostanti, e alle arterie segmentali.
Con una certa frequenza è possibile individuare una o più arterie renali accessorie, soprattutto a sinistra; talvolta originano direttamente dall'aorta, ma più frequentemente dall'arteria renale principale. Esse solitamente penetrano nell'organo non dall'ilo, ma dalle sue porzioni superiori e inferiori.

## Patologie delle arterie renali
La stenosi dell'arteria renale (RAS) è un restringimento di una o di entrambe le arterie renale che ha come risultato l'ipertensione, dal momento che i reni colpiti sono stimolati a rilasciare una maggiore quantità di renina, che ha l'effetto di incrementare la pressione del sangue per mantenere inalterata la perfusione dell'organo. Questa patologia è diagnosticata mediante un'angiografia tramite risonanza magnetica. La terapia è chirurgica, basata fondamentalmente sull'angioplastica con palloncino e, se necessario, stent.
L'aterosclerosi può colpire anche le arterie renali e condurre a una scarsa perfusione del rene, riducendone la funzionalità e portando, nei casi più gravi, a insufficienza renale.

## Galleria d'immagini

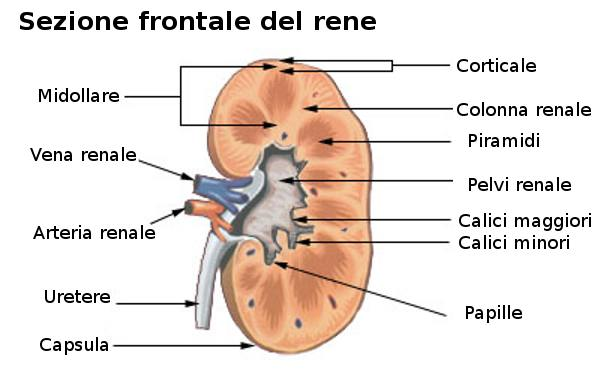
Sezione frontale di un rene
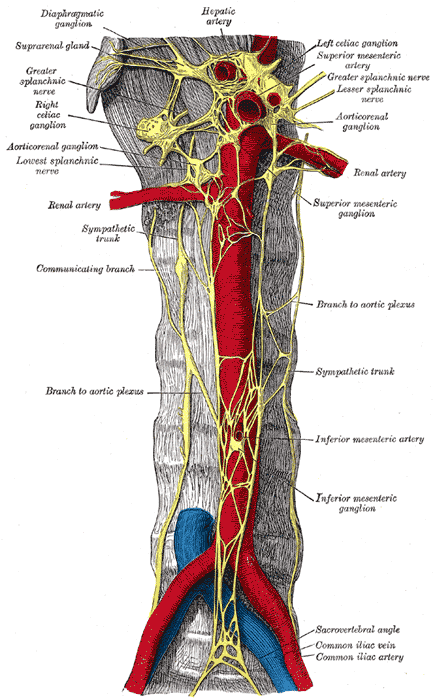
Porzione addominale del tronco del simpatico, con evidenziati i plessi celiaco e ipogastrico.
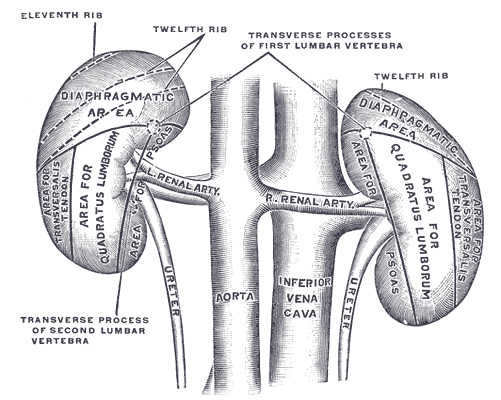
Superficie posteriore dei reni, che mostrano le diverse relazioni con le strutture circostanti.

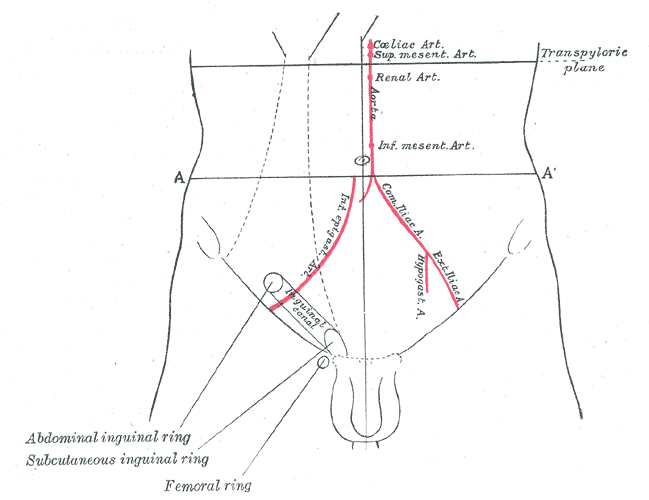
Proiezione sulla parete addominale anteriore delle arterie e del canale inguinale.
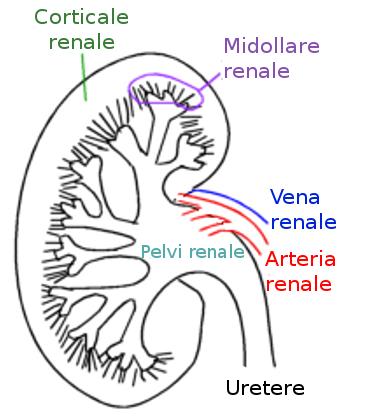
Il rene